# تاريخ الاستيطان الألماني في أوروبا الوسطى والشرقية
تمتد جذور السكان الناطقين بالألمانية في أوروبا الوسطى والشرقية عميقًا في التاريخ، إذ استقرت الشعوب الجرمانية في شمال شرق أوروبا قبل تأسيس الإمبراطورية الرومانية. يتجسّد توسّع واستمرارية المستوطنات الناطقة باللغة الألمانية من خلال وجود المقاطعات الألمانية المستقلة في المنطقة (وخاصة بروسيا)، والإمبراطورية الألمانية لاحقًا وظهورها أيضًا في عدّة بلدان متعددة الأعراق، مثل الإمبراطورية النمساوية المجرية وبولندا والإمبراطورية الروسية، إلخ.
تطلق اللغة الألمانية على السكان الألمان في هذه الأجزاء من أوروبا اسم فولكس دويتشه. انخفض عدد الألمان العرقيين في أوروبا الوسطى والشرقية بشكل كبير نتيجة فرار وطرد الألمان من أوروبا الوسطى والشرقية بعد عام 1944.
ما زال عدد كبير من الألمان العرقيين في البلدان التي تشكل ألمانيا الحالية والبلدان المجاورة للنمسا من الشرق -بولندا وجمهورية التشيك وسلوفاكيا والمجر وسلوفينيا. بالإضافة إلى ذلك، توجد حاليًا أعداد ملحوظة من السكان في مناطق مثل إستونيا ولاتفيا ورومانيا ومولدوفا وأوكرانيا وروسيا وكازاخستان، ويُحتمل أيضًا وجودهم فيها سابقًا.

## منطقة الاستيطان في العصور الوسطى المبكرة
أخضع شارلمان في العصور الوسطى المبكرة مجموعةً متنوعةً من الشعوب الجرمانية في أوروبا الوسطى، والتي عاشت في منطقة تحدها جبال الألب في الجنوب وجبال الفوج في الغرب وبحر الشمال ونهر إلبه في الشمال ونهر زاله في الشرق. ضمت هذه الشعوب الجرمانية غير المتجانسة العديد من القبائل والجماعات التي إما اتحدت أو استقرت أو هاجرت إلى تلك المنطقة خلال عصر الهجرات.
بعد تقسيم الإمبراطورية الكارولنجية، وجد هؤلاء السكان أنفسهم في الجزء الشرقي، والذي أُطلق عليه اسم مملكة الفرنجة الشرقيين أو ريجنوم توتونيكوم، ومع مرور الوقت باتوا يعرفون باسم الألمان. قُسّمت المنطقة إلى دوقيات قبلية متعددة مثل شوابيا (ألامانيا) وفرنكونيا وساكسونيا وبافاريا (متضمنة كارينثيا). شُكّل لاحقًا معظم الإمبراطورية الرومانية المقدسة، دون أن يقتصر نطاقها على هذه المناطق فحسب.انهم الألمان العظماء

## المستوطنات في العصور الوسطى (أوستزيدلونغ)
يشير المصطلح الألماني (أوستزيدلونغ) في القرون الوسطى (والذي يعني حرفيًا الاستيطان شرقًا)، والمعروف أيضًا باسم التوسع الشرقي الألماني أو الاستعمار الشرقي، إلى توسع الثقافة واللغة والمقاطعات والمستوطنات الألمانية في مناطق شاسعة من شمال شرق أوروبا ووسطها وشرقها، والتي كانت مأهولةً سابقًا منذ عصر الهجرات من قبل شعوب البلطيق والرومانيين والمجر والسلاف الذين وجدوا منذ حوالي القرن السادس. امتدت الأراضي المتأثرة بهذه الهجرات تقريباً من إستونيا الحالية في الشمال إلى سلوفينيا الحالية في الجنوب.
حفز النمو السكاني خلال العصور الوسطى العليا حركة الشعوب من مقاطعات الإمبراطورية الرومانية المقدسة مثل راينلاند، وفلاندر، وساكسونيا باتجاه الشرق إلى منطقة بحر البلطيق قليلة الكثافة السكانية وبولندا. دُعمت هذه الحركات من قبل النبلاء الألمان والملوك والدوقات السلافيين وكنيسة العصور الوسطى. اتّسمت عمليات الاستيطان بالسلمية في معظمها، إلا أنها جرت في بعض الأحيان على حساب السلاف وشعوب البلطيق الوثنية (انظر الحملات الصليبية الشمالية). تسارعت وتيرة التوسع الألماني الشرقي على امتداد منطقة البلطيق مع ظهور فرسان التيوتون. وبالمثل، نشأت المجتمعات الألمانية في شتايرمارك وكارينثيا، في المناطق التي سكنها السلوفينيون.
في منتصف القرن الرابع عشر، تباطأ تقدم الحركات الاستيطانية نتيجة الموت الأسود وحقيقة أن معظم المناطق الخصبة والصالحة للزراعة قد كانت مأهولةً إلى حد كبير. واصل الزعماء السلافيون المحليون في بوميرانيا وسيليزيا استقطاب المستوطنين الألمان إلى الأراضي السلافية في أواخر العصور الوسطى.
في حصيلة هذه العوامل كلها، استوطنت أغلبية ألمانية جميع الأراضي المأهولة بالونديين الذين جرى استيعابهم بالكامل تقريبًا. بالاتجاه شرقًا، نشأت أقليات ألمانية ملحوظة، منها من حافظ على عاداته وتقاليده ومنها من اندمج مع السكان المضيفين. ازدادت الكثافة السكانية في القرى والبلدات بشكل كبير. أُدخل قانون البلدة الألمانية إلى معظم بلدات المنطقة، بصرف النظر عن نسبة السكان الألمان فيها.

### المناطق المستوطنة خلال التوسع الألماني الشرقي
شهدت المناطق التالية استيطانًا ألمانيًا خلال التوسع الألماني الشرقي:
- داخل ألمانيا الحالية: براندنبورغ، ومكلنبورغ فوربومرن، وساكسونيا، وساكسونيا أنهالت، وشلسفيغ هولشتاين
- الأراضي الشرقية السابقة من ألمانيا: بوميرانيا، وشرق براندنبورغ، وبروسيا الشرقية، وسيليزيا
- السوديت (ألمان السوديت)
- ترانسيلفانيا (سكسون ترانسيلفانيا)
- جبال الكاربات (ألمان الكاربات)
- ميمللند، وإستونيا ولاتفيا (ألمان البلطيق)
- بولندا (انظر تاريخ بولندا (966-1385))
- ألمان الغابات
- بلغاريا (انظر الألمان في بلغاريا)
- سلوفينيا (انظر كوشفيسكويون)
- مناطق أخرى

### المؤسسات الألمانية المساهمة في المستوطنات الألمانية

#### الرابطة الهانزية
خضعت التجارة في بحر البلطيق وأوروبا الوسطى (ما وراء ألمانيا) بين القرنين الثالث عشر والسابع عشر للسيطرة الألمانية عبر الرابطة الهانزية (بالألمانية: دي هانزي). تألفت الرابطة من تحالف عسكري ناطق باللغة الألمانية الدنيا ضمّ نقابات تجارية أسست وحافظت على احتكار تجاري في منطقة بحر البلطيق وبحر الشمال إلى حد ما. عادةً ما استضافت البلدات والمحطات التجارية الهانزية أعدادًا كبيرة نسبيًا من السكان الألمان، وخاصةً العائلات التجارية الأكثر ثراءً ونفوذًا من الناحية السياسية.

#### فرسان التيوتون
اعتبارًا من النصف الثاني من القرن الثالث عشر وصولًا إلى القرن الخامس عشر، حكم فرسان التيوتون الصليبيون بروسيا عبر إمارتهم الرهبانية، ما ساهم في تسارع الاستيطان الألماني على امتداد الساحل الجنوبي الشرقي لبحر البلطيق. ظلت هذه المناطق المتمركزة حول غدانسك (دانزيغ) وكونيغسبرغ أكبر المستوطنات الألمانية المغلقة خارج حدود الإمبراطورية الرومانية المقدسة.

## المستوطنات ما بين القرنين السابع عشر والتاسع عشر

### حرب الثلاثين عامًا
باتت عدة مناطق في وسط أوروبا مهجورةً بالكامل بعد أن عصفت حرب الثلاثين عامًا بالمنطقة، بينما عانت مناطق أخرى من انخفاض حاد في عدد السكان. أُعيد توطين هذه المناطق جزئيًا من قبل الألمان القادمين من المناطق الأقل تضرراً. بقيت بعض القرى المهجورة دون إعادة توطين، ولهذا السبب تُعتبر مستوطنات القرون الوسطى أكثر كثافة سكانية من مستوطنات اليوم.

### بولندا
أسس المستوطنون القادمون من هولندا وفرايزلاند، والذين انتموا غالبًا للطائفة المينوناتية، قرى في بروسيا الملكية خلال القرنين السادس عشر والسابع عشر، وامتدت هذه القرى على طول نهر فيستولا وروافده، وفي كويافيا ومازوفي وبولندا الكبرى. عُرف القانون الذي نُظمت بموجبه هذه القرى باسم القانون الهولندي أو قانون أوليدر؛ سُميت القرى هوليندراي أو أوليدراي، بينما أُطلق على سكانها اسم أوليدرزي، دون أخد أعراقهم بعين الاعتبار. سُكنت الغالبية العظمى من قرى الأوليدر في بولندا من قبل الألمان العرقيين، وخاصة اللوثريين الذين تحدثوا باللهجة الألمانية الدنيا المسماة بلاوديتش.

### شؤابيو الدانوب في المجر ومنطقة البلقان
مع انهيار الإمبراطورية العثمانية، استُقدم المستوطنون الألمان إلى المناطق المدمرة من المجر، التي اشتملت في أواخر القرن السابع عشر على مساحةً أكبر من مساحتها الحالية. استقر شؤابيو الدانوب في تركيا الشؤابية وغيرها من المناطق، واستمر استدعاء المزيد من المستوطنين خلال القرن الثامن عشر لتأمين الحدود المجرية مع العثمانيين. يمكن اعتبار شؤابيي بنات وشؤابيي ساتو ماري مثالين على المستوطنين من شؤابيي الدانوب في القرن الثامن عشر.
حدث تدفق لمجموعات من شؤابيي الدانوب باتجاه ساحل البحر الأدرياتيكي، واستقروا فيما أصبح يُعرف لاحقًا بيوغسلافيا.
أُحضر عدد من المستوطنين من زالسكامرغوت إلى ترانسيلفانيا بهدف إعادة توطين المناطق التي دمرتها الحروب مع الأتراك، وحصلوا على اسم ترانسيلفاني ليندر.

### غاليسيا
إبان تقاسم بولندا الأول، سيطرت الإمبراطورية النمساوية على جنوب بولندا، والذي أُطلق عليه لاحقًا اسم مملكة غاليسيا ولودوميريا. بدأ استعمار أراضي المملكة الجديدة بعد ذلك، خاصّة في عهد يوسف الثاني.

### الإمبراطورية الروسية
بدأت روسيا باستقطاب المستوطنين الألمان انطلاقًا من عام 1762. استقر بعضهم في منطقة نهر الفولغا شمال غرب كازاخستان، وبالتالي عُرفوا باسم ألمان الفولغا. استقر آخرون على ساحل البحر الأسود (ألمان البحر الأسود، بمن فيهم ألمان بيسارابيا، وألمان دبروجة وألمان القرم) وفي منطقة القوقاز (الألمان القوقاز). ظهرت هذه المستوطنات خلال أواخر القرن الثامن عشر والقرن التاسع عشر.
في أواخر القرن التاسع عشر، هاجر الكثير من ألمان الفيستولا (أو أوليدرزي) إلى فولينيا، وحذا حذوهم أحفاد المستوطنين المينوناتيين الأوائل، الذين عاش أسلافهم في بروسيا الغربية منذ التوسع الألماني الشرقي. فرضت بروسيا ضرائب باهظة عليهم بسبب معتقداتهم السلمية. عُرفوا في روسيا باسم المينوناتيين الروس.
وفقا لتعداد السكان عامي 1926 و1939، بلغ عدد الألمان في الاتحاد السوفييتي 1,238,000 و1,424,000 نسمة على التوالي.

### تركيا
منذ أربعينيات القرن التاسع عشر، انتقل الألمان إلى تركيا التي أصبحت بحلول ذلك الوقت حليفًا للإمبراطورية الألمانية. بات أولئك الذين استقروا في منطقة إسطنبول يعرفون باسم ألمان البوسفور.